# Pietro Frua

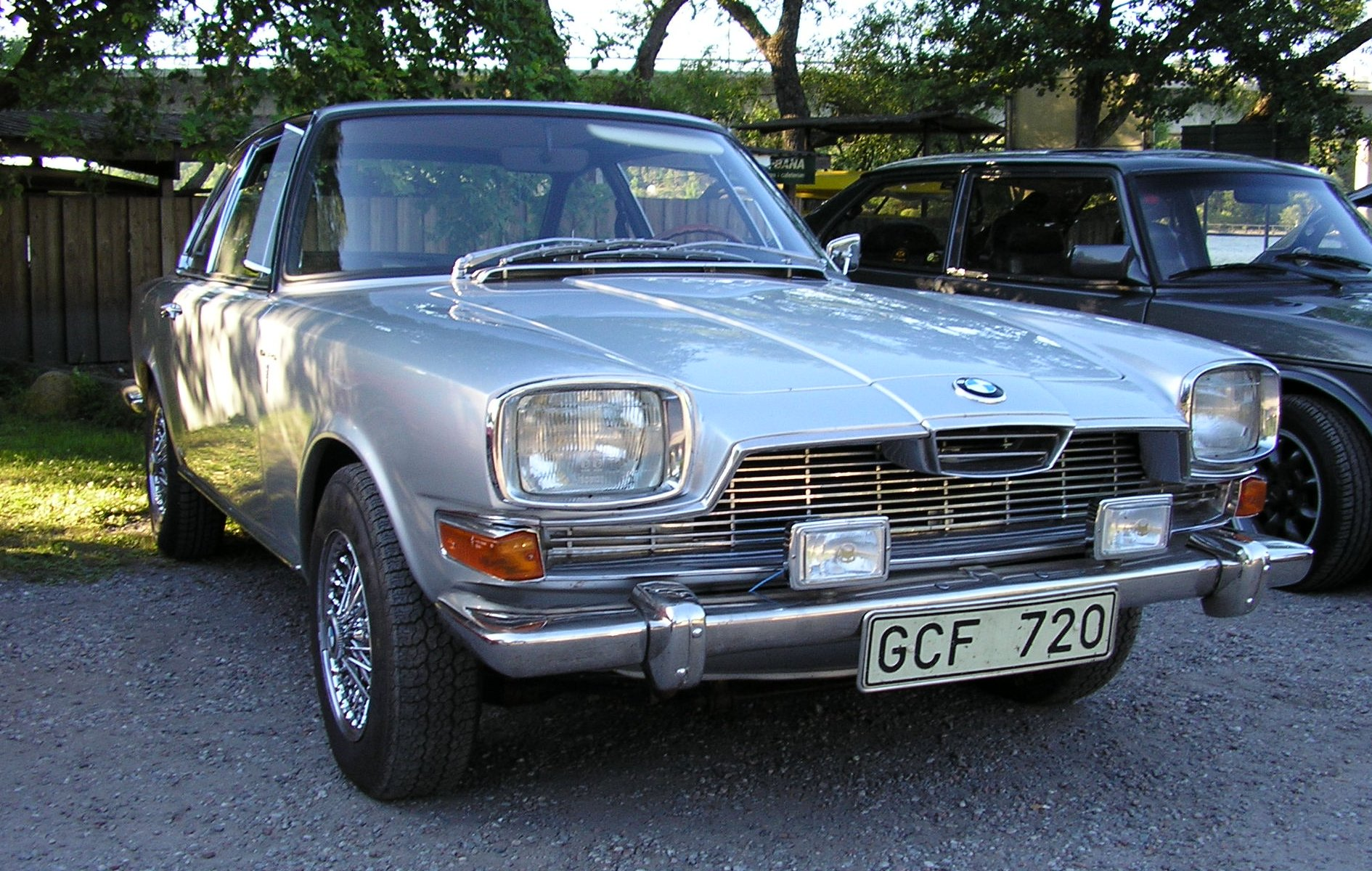
1968 års BMW Glas 3000GT med design av Frua.

Pietro Frua, född 2 maj 1913 i Turin, död 28 juni 1983 i Turin, italiensk bildesigner
Frua skapade bilar åt framförallt Glas, BMW och Maserati. Frua var också verksam för Audi, Borgward, Opel, Renault och Volkswagen. 
Pietro Frua bedrev sina arbeten genom företagen Carrozzeria Pietro Frua och senare Studio Technico Pietro Frua.
Under sin praktiktjänstgöring hos Frua under åren 1957-1959 ritade Pelle Petterson bilen som senare skulle bli känd som Volvo P1800. Frua fick dock länge stå som huvuddesigner, eftersom Volvo ville ha ett italienskt namn som designer till bilen.